# Кортенар (эсминец, 1928)
Hr. Ms. Kortenaer, бортовая литера KN (Его величества Кортенар) — эскадренный миноносец флота Нидерландов типа «Ван Гент», названный в честь голландского адмирала XVII века Эгберта Бартоломеуса Кортенара.
Заложен на верфи «Burgerhout’s Scheepswerf en Machinefabriek» в Роттердаме 24 августа 1925 года, спущен на воду 24 апреля 1927 года, вступил в строй 3 сентября 1928 года.
27 февраля 1942 года потоплен торпедой, вероятно с японского тяжелого крейсера «Haguro» в бою в Яванском море в точке с координатами 06°29′ ю. ш. 112°05′ в. д. и подорван экипажем.